# Tim Cain
Tim Cain är en amerikansk datorspelsutvecklare mest känd som producent, huvudutvecklare och meddesigner av Fallout som släpptes 1997. Han är även medgrundare till Troika Games. 2009 valdes han till en av de 100 viktigaste datorspelsutvecklarna någonsin av IGN.